# Girijaya (Warung Kiara)
Girijaya is een bestuurslaag in het regentschap Sukabumi van de provincie West-Java, Indonesië. Girijaya telt 4903 inwoners (volkstelling 2010).